# كيفن رينولدز (متزلج فني)
كيفن رينولدز هو متزلج فني كندي، ولد في 23 يوليو 1990 في منطقة شمال فانكوفر ‏ في كندا.

## وصلات خارجية
- كيفن رينولدز على موقع الاتحاد الدولي للتزلج (الإنجليزية)
- كيفن رينولدز على موقع اللجنة الأولمبية الدولية (الإنجليزية)
- كيفن رينولدز على موقع أوليمبيديا (الإنجليزية)
- كيفن رينولدز على موقع اللجنة الأولمبية الكندية (الإنجليزية)
- كيفن رينولدز على موقع IMDb (الإنجليزية)